# Brian Bliss
Brian Boyer Bliss, né le 28 septembre 1965 à Webster (New York) aux États-Unis est un ancien joueur international américain de soccer ayant évolué au poste de défenseur, avant de devenir entraîneur.

## Biographie

### Carrière de joueur

#### Carrière en sélection
Avec l'équipe des États-Unis, il joue 34 matchs (pour 2 buts inscrits) entre 1984 et 1995. Il figure notamment dans le groupe des sélectionnés lors de la coupe du monde de 1990. Lors du mondial, il joue un match contre l'Autriche.
Il participe également aux JO de 1988, ainsi qu'à la Copa América de 1995. Il joue trois matchs lors du tournoi olympique : contre l'Argentine, la Corée du sud et enfin l'URSS.